# Stazione di Sessa Aurunca-Roccamonfina
La stazione di Sessa Aurunca-Roccamonfina-Cellole è una stazione ferroviaria posta lungo la ferrovia direttissima Roma-Napoli, è gestita da RFI ed è a servizio dei comuni di Sessa Aurunca, Roccamonfina e Cellole. A meno di 1 km dallo scalo sorgono Cellole e la frazione aurunca di Piedimonte Massicano, mentre il centro abitato principale di Sessa Aurunca è a 7 km dalla stazione e quello di Roccamonfina a 20 km.

## Storia
La stazione, col nome di Sessa Aurunca-Roccamonfina, venne inaugurata il 28 ottobre 1927, con l'apertura della tratta Formia - Pozzuoli della ferrovia Roma-Formia-Napoli. Nel 2020, ha cambiato nome in stazione di Sessa Aurunca-Roccamonfina-Cellole.

## Strutture e impianti
La stazione dispone di tre binari passanti per il servizio viaggiatori e di un fabbricato viaggiatori con pensilina, sala d'attesa e servizi igienici. In passato erano utilizzati anche due brevi raccordi per altrettante aziende vicine, uno ancora collegato alla rete ed utilizzato per i mezzi di servizio, uno dismesso e scollegato dalla rete; ed un piccolo fabbricato e dei tronchini per lo scalo merci, questi ultimi rimossi nel 2010, anno in cui è stato anche posizionato un nuovo binario, attualmente inutilizzato, al posto del raccordo dismesso.

## Movimento
La stazione è servita da treni regionali svolti da Trenitalia nell'ambito del contratto di servizio stipulato con la Regione Campania, solitamente con destinazione Roma Termini, Napoli Centrale o Benevento.
Nel 2007, il traffico giornaliero medio era di 661 unità.

## Servizi
- Sala d'attesa
- Servizi igienici